# Underground (album de Thelonious Monk)
Pour les articles homonymes, voir Underground.
Albums de Thelonious Monk
Straight, No Chaser
(1966) Monk's Blues
(1968)
Underground est un album du pianiste de jazz Thelonious Monk sorti en 1968. C'est le dernier album du quartet de Monk avec Charlie Rouse.

## À propos de l'album
Underground est un des derniers albums de Monk qui disparaitra presque totalement de la scène musicale au début des années 1970 et jusqu'à sa mort en 1982.
L'album est constitué uniquement de compositions de Monk à une exception près (Easy Street). La composition Ugly Beauty est la seule du catalogue de Thelonious Monk à être en mesure à 3 temps. Boo Boo's Birthday et Green Chimneys sont des clins d'œil à Barbara, la fille de Monk. En effet, Boo Boo est son surnom et Green Chimneys le nom de l'école qu'elle fréquentait. In Walked Bud, enregistré pour la première fois en 1947 et basé sur les accords de Blue Skies, est un hommage à Bud Powell, ami de Monk. Jon Hendricks chante sur ce morceau des paroles qu'il a écrites.

## Pochette de l'album
La pochette voit Monk habillé en résistant de la Seconde Guerre mondiale. La photo est prise dans l'appartement de Monk, transformé pour l'occasion en refuge de résistant. Au fond de la photo, avec une mitraillette, figure Pannonica de Koenigswarter, grande amie de Monk.
Elle est conçue par John Berg (en) et travaillée avec les photographes Steve Horn et Norman Griner.
Cette pochette remporte un Grammy.

## Pistes
| No | Titre              | Musique                        | Durée |
| -- | ------------------ | ------------------------------ | ----- |
| 1. | Thelonious         | Thelonious Monk                | 3:13  |
| 2. | Ugly Beauty        | Thelonious Monk                | 3:17  |
| 3. | Raise Four         | Thelonious Monk                | 5:47  |
| 4. | Boo Boo's Birthday | Thelonious Monk                | 5:56  |
| 5. | Easy Street        | Alan Rankin Jones              | 5:53  |
| 6. | Green Chimneys     | Thelonious Monk                | 9:00  |
| 7. | In Walked Bud      | Thelonious Monk, Jon Hendricks | 4:17  |

## Musiciens
- Piano : Thelonious Monk
- Saxophone Tenor : Charlie Rouse
- Contrebasse : Larry Gales
- Batterie : Ben Riley
- Chant : Jon Hendricks (uniquement sur In Walked Bud)